# مجموعة الدول الثماني الإسلامية النامية
مجموعة الدول الثماني النامية هي منظمة دولية تضم ثماني دول ناشئة هي مصر، ونيجيريا وباكستان، وإيران، وإندونيسيا، وماليزيا، وتركيا، وبنغلاديش. يبلغ عدد سكان دول المنظمة مليار نسمة أي ما يوازي 14% من سكان العالم. تهدف المنظمة إلى تدعيم العلاقات الاقتصادية والاجتماعية بين الدول المنظمة. تأسست المنظمة في تركيا عام 1997م.

## التأسيس
تأسست بواسطة نجم الدين أربكان، رئيس الوزراء التركي الأسبق. تأسست المجموعة بعد إعلان في إسطنبول، تركيا يوم 15 يونيو 1997.
العضوية مفتوحة لكل البلدان الأخرى بالرغم من عدم التوسع حاليًا لها.
وتهدف مجموعة الثمانية إلي تحسين موقف الدول النامية في الاقتصاد العالمي لتكون نظيرًا للاتحاد الأوربي والولايات المتحدة، وتنويع وخلق فرص جديدة في العلاقات التجارية، وتعزيز المشاركة في صنع القرار على الصعيد الدولي، وتوفير أفضل مستويات المعيشة ". المجالات الرئيسية للتعاون تشمل المالية، والخدمات المصرفية، والتنمية الريفية والعلوم والتكنولوجيا، والتنمية الإنسانية، والزراعة، والطاقة، والبيئة، والصحة.

## القمم
تعقد القمة للدول الإسلامية الثماني كل عامين وكانت القمة الأولى قد عقدت في تركيا عام 1997.
|    | التاريخ      | البلد           | زعيم القمة               | الموقع                      |
| -- | ------------ | --------------- | ------------------------ | --------------------------- |
| 1  | يونيو 1997   | تركيا           | نجم الدين أربكان         | إسطنبول                     |
| 2  | مارس 1999    | بنغلاديش        | شيخة حسينة واجد          | دكا                         |
| 3  | فبراير 2001* | مصر             | حسني مبارك               | القاهرة                     |
| 4  | فبراير 2004* | إيران           | محمد خاتمي               | طهران                       |
| 5  | مايو 2006    | إندونيسيا       | سوسيلو بامبانغ يودهويونو | بالي                        |
| 6  | يوليو 2008   | ماليزيا         | عبد الله أحمد بدوي       | كوالا لمبور                 |
| 7  | يوليو 2010   | نيجيريا         | غودلاك جوناثان           | أبوجا                       |
| 8  | نوفمبر 2013* | باكستان         | آصف علي زرداري           | إسلام آباد                  |
| 9  | ديسمبر 2016  | إيران           | حسن روحاني               | طهران                       |
| 10 | أكتوبر 2017  | تركيا           | رجب طيب أردوغان          | إسطنبول                     |
| 11 | ديسمبر 2024  | ]علم مصر[ ]مصر[ | ]عبد الفتاح السيسي [     | ]العاصمة الإدارية الجديدة [ |

11 ديسمبر 2024 مصر عبد الفتاح السيسي العاصمة الإدارية الجديدة 

## الامين العام
| No. | الاسم              | البلد     | تولي المنصب | ترك المنصب |
| --- | ------------------ | --------- | ----------- | ---------- |
| 1   | ايهان كامل         | تركيا     | 1997        | 2006       |
| 2   | ديبو العالم        | إندونيسيا | 2006        | 2010       |
| 3   | وداد أجوس براتيكتو | إندونيسيا | 2010        | 2012       |
| 4   | سيد علي محمد موسوي | إيران     | 2013        | 2017       |
| 5   | داتو كو جعفر كو    | ماليزيا   | 2018        | الحاضر     |

## روابط خارجية
الموقع الرسمي